# یوکیو تاناکا
یوکیو تاناکا (انگلیسی: Yukio Tanaka؛ زادهٔ ۱۴ دسامبر ۱۹۶۷) بازیکن سابق و مربی بیسبال اهل ژاپن است.